# Brachylia terebroides
Brachylia terebroides is een vlinder uit de familie houtboorders (Cossidae). De wetenschappelijke naam van deze soort is voor het eerst geldig gepubliceerd in 1874 door Felder.
De soort komt voor in tropisch Afrika.